# Quận Issaquena, Mississippi
Quận Issaquena là một quận thuộc tiểu bang Mississippi, Hoa Kỳ.
Quận này được đặt tên theo. Theo điều tra dân số của Cục điều tra dân số Hoa Kỳ năm 2000, quận có dân số 2274 người. Quận lỵ đóng ở Mayersville6.

## Địa lý
Theo Cục điều tra dân số Hoa Kỳ, quận có diện tích 1143 km2, trong đó có 73 km2 là diện tích mặt nước.

### Các xa lộ chính
- U.S. Highway 61
- Mississippi Highway 1
- Mississippi Highway 14
- Mississippi Highway 16

### Quận giáp ranh
- Quận Washington (bắc)
- Quận Sharkey (đông bắc)
- Quận Yazoo (đông)
- Quận Warren (nam)
- Quận East Carroll Parish, Louisiana (tây)